# Torre Embarcadero
La Torre Embarcadero est un gratte-ciel résidentiel de Rosario, en Argentine. Il comprend 40 étages pour 112 mètres.